# Lauala
Lauala ist ein osttimoresischer Suco im Verwaltungsamt Ermera (Gemeinde Ermera).

## Geographie

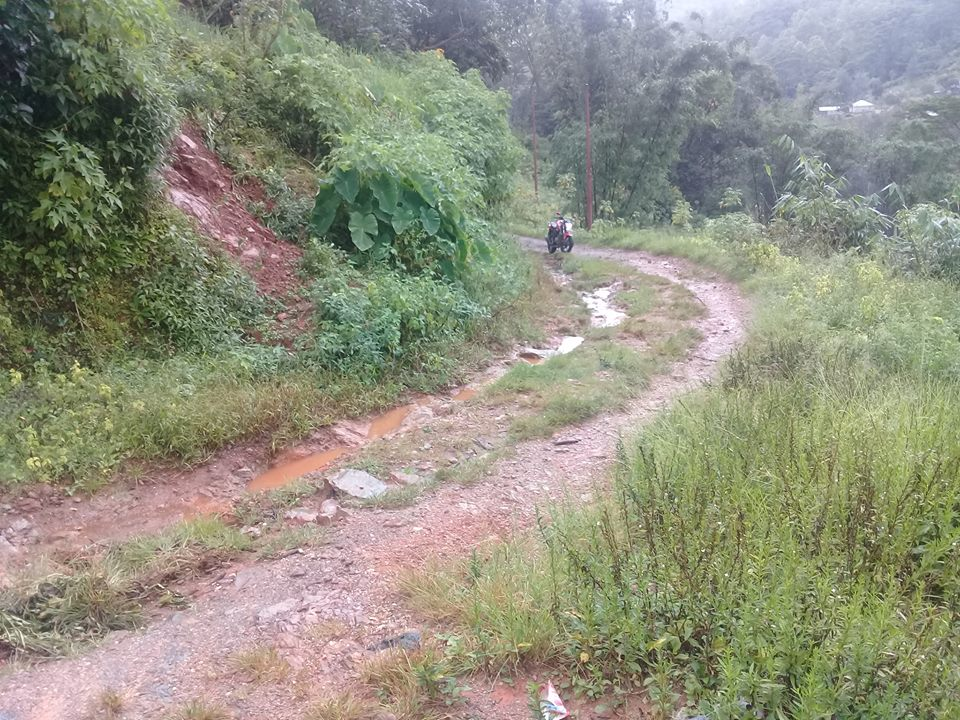
Landschaft bei Lauala

Vor der Gebietsreform 2015 hatte Lauala eine Fläche von 14,58 km². Nun sind es 14,78 km². Der Suco liegt im Osten des Verwaltungsamts Ermera. Westlich liegen die Sucos Riheu, Humboe und Estado. Im Norden grenzt Lauala an das Verwaltungsamt Railaco mit seinem Suco Fatuquero und im Süden an das Verwaltungsamt Letefoho mit seinem Suco Eraulo. Im Osten liegt das zur Gemeinde Aileu gehörende Verwaltungsamt Aileu mit seinen Sucos Hoholau und Seloi Craic. Der Grenze zu Riheu folgt der Fluss Roumetalena, der in den Gleno mündet, der wiederum von Hoholau kommend der gesamten Nordgrenze Laualas folgt und ein Nebenfluss des Lóis ist. Die Südgrenze Laualas reicht bis an das Ufer des Lehumos, eines größeren Sees, der aber komplett auf dem Gebiet des Sucos Eraulo liegt.
Im Norden von Lauala liegen die Dörfer Hutilarang, Hotklokat und Vilanova, im Westen am Roumetalena der Ort Ergoi, im Zentrum die Dörfer Mokorema, Boboe und Railisu und im Süden die Ortschaften Humela (Humeta) und Talebo. An Talebo und Kukhata führt die Überlandstraße von der Gemeindehauptstadt Gleno nach Atsabe im Süden vorbei. In Hotklokat gibt es eine Grundschule, die Escola Primaria No. 195 Lauala.
Im Suco befinden sich die drei Aldeias Ervilhat, Nona Bite und Sari.

## Einwohner
Im Suco leben 3.541 Einwohner (2022), davon sind 1.740 Männer und 1.801 Frauen. Im Suco gibt es 670 Haushalte. Über 98 % der Einwohner geben Tetum Prasa als ihre Muttersprache an. Über 1 % sprechen Mambai und eine kleine Minderheit Habun.

## Geschichte
In Hotklokat befand Ende 1979 sich ein Internierungslager für osttimoresische Zivilisten (Transit Camp), die zur besseren Bekämpfung der FALINTIL von den indonesischen Besatzern umgesiedelt werden sollten.

## Politik
Bei den Wahlen von 2004/2005 wurde Carlos Manuel Babo zum Chefe de Suco gewählt. Bei den Wahlen 2009 gewann Bendito de Araújo Soares und 2016 Carlos Manuel Babo.